# Bundesknappschaft

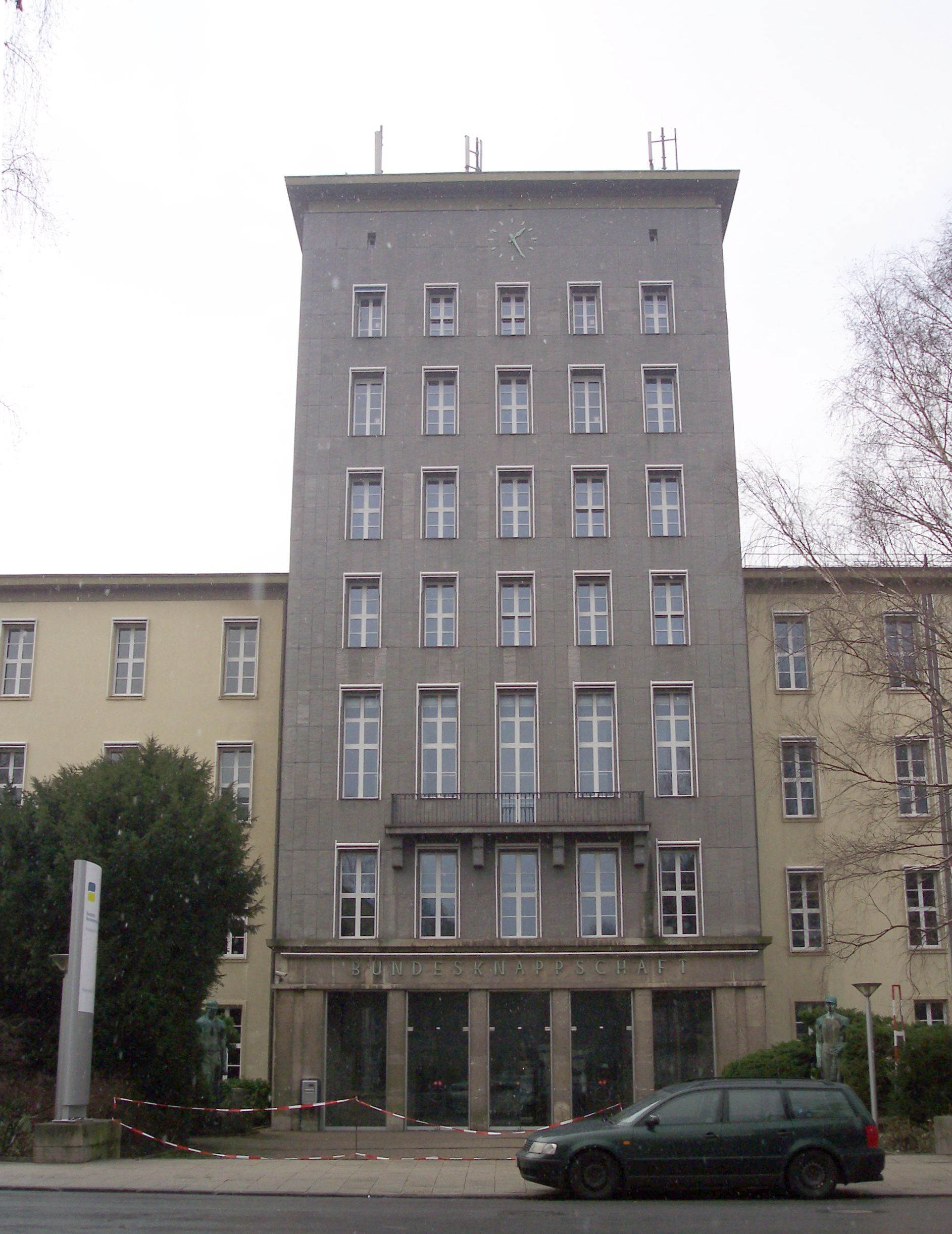
Gebäude der Bundesknappschaft in Bochum

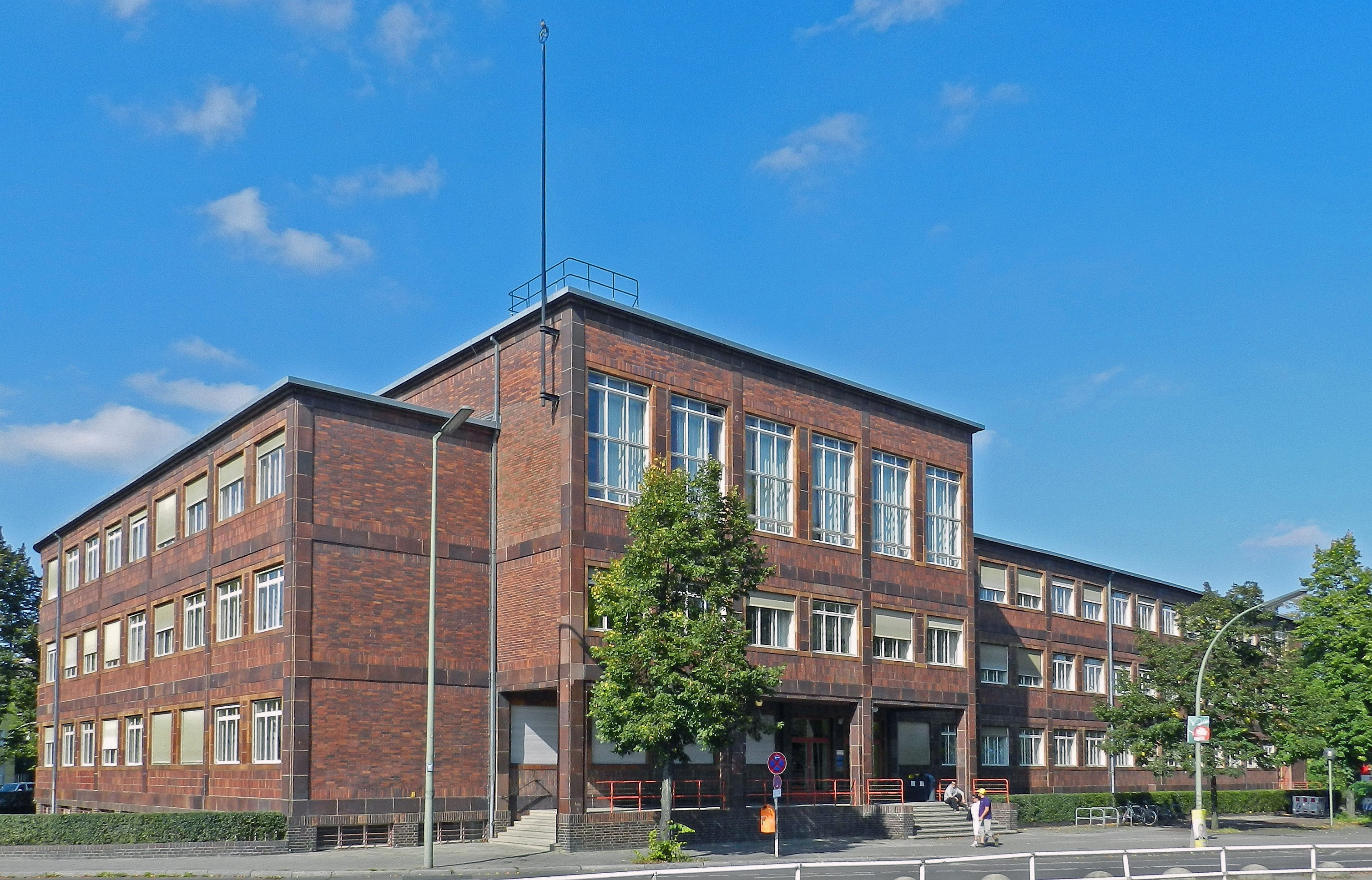
Das ehemalige Reichsknappschaftshaus (1930) am Breitenbachplatz in Berlin

Logo der Deutschen Rentenversicherung Knappschaft-Bahn-See

Die Bundesknappschaft war Träger der gesetzlichen Rentenversicherung, Krankenversicherung und Pflegeversicherung der im Bergbau beschäftigten Arbeitnehmer. Sie war eine bundesunmittelbare Körperschaft des öffentlichen Rechts (Behörde mit Siegelführungsbefugnis) mit autonomer Haushalts- und Vermögensführung, welche bei der Organisationsreform in der gesetzlichen Rentenversicherung zum 1. Oktober 2005 mit der Bahnversicherungsanstalt und der Seekasse zur neuen Deutschen Rentenversicherung Knappschaft-Bahn-See fusionierte.
Sitz der Hauptverwaltung war Bochum, wo unterschiedliche Gebäude genutzt wurden. Dazu zählten neben dem Bomin-Haus auch Gebäude an der Pieperstraße, an der Universitätsstraße, an der Huestraße, der Oskar-Hoffmann-Straße, der Lothringer Straße und an der Wasserstraße. Daneben bestanden regionale Bezirksverwaltungen (Verwaltungsstellen).

## Geschichte
Die Bundesknappschaft wurde am 1. August 1969 durch Zusammenschluss der seit 1945 sieben selbständigen Bezirksknappschaften (Ruhrknappschaft mit Sitz in Bochum, Hessische Knappschaft in Kassel, Niederrheinische Knappschaft in Moers, Hannoversche Knappschaft in Hannover, Saarknappschaft in Saarbrücken, Süddeutsche Knappschaft in München, Brühlerknappschaft in Köln und Aachener Knappschaft in Aachen) gebildet; von 1923 bis 1945 hatte die Reichsknappschaft bestanden, die ihren Sitz im Reichsknappschaftshaus in Berlin hatte.
Das Knappschaftswesen kann auf eine rund 750-jährige Geschichte zurückblicken; erste Ansätze sind bereits 1260 (Goslar) urkundlich belegt.

## Vorgeschichte
Der Deutsche Reichstag beschloss im Jahr 1916 eine Resolution zur Schaffung des Reichsknappschaftsgesetzes. Die Rückversicherungsanstalt wurde zu einem Rückversicherungsverband umgestaltet. 1923 folgte das Reichsknappschaftsgesetz, das die Gründung des Reichsknappschaftsvereins mit Wirkung zum 1. Januar 1924 festlegte und in den alle Knappschaftsvereine in Deutschland (ohne das Saarland) einbezogen wurden.
Als Struktur entstanden folgende 16 Bezirksknappschaftsvereine:
- Aachener Knappschaft
- Brandenburger Knappschaft
- Brühler Knappschaft
- Gießener Knappschaft
- Halberstädter Knappschaft
- Hallesche Knappschaft
- Hannoversche Knappschaft
- Hessisch-Thüringische Knappschaft
- Mansfelder Knappschaft
- Niederrheinische Knappschaft
- Niederschlesische Knappschaft
- Oberschlesische Knappschaft
- Ruhrknappschaft
- Sächsische Knappschaft
- Siegerländer Knappschaft und die
- Süddeutsche Knappschaft,

die aus den zahlreichen regionalen Knappschaftsvereinen hervorgingen.
1926 erfolgte die Umbenennung in „Reichsknappschaft“, deren Verwaltungsorgane zu 3/5 aus Arbeitervertretern und zu 2/5 aus Werksvertretern bestanden – bei ebensolcher Beitragslastenverteilung.
1933 fiel die traditionelle knappschaftliche Selbstverwaltung dem nationalsozialistischen „Führerprinzip“ zum Opfer, die nationalsozialistischen Machthaber schlossen mit dem „Gesetz über Ehrenämter in der sozialen Versicherung“ gewerkschaftlich organisierte Knappschaftsälteste von ihren Ämtern aus.
1943 wurde die knappschaftliche Rentenversicherung als eigenständiger Rentenversicherungszweig eingeführt.
1945 wurde die Reichsknappschaft nach Kriegsende von den Alliierten stillgelegt. In den drei westlichen Verwaltungszonen wurden folgende Bezirksknappschaften von den Besatzungsmächten beauftragt, die Knappschaftsversicherung weiterzuführen:
- Aachener Knappschaft, Aachen
- Brühler Knappschaft, Köln
- Hannoversche Knappschaft, Hannover
- Hessische Knappschaft, Weilburg
- Niederrheinische Knappschaft, Moers
- Ruhr Knappschaft, Bochum
- Süddeutsche Knappschaft, München

1949 erhob das Knappschaftsversicherungs-Anpassungsgesetz diese Bezirksknappschaften zu selbstständigen Versicherungsträgern. Es wurde zum Ausgleich der Gemeinlast die „Arbeitsgemeinschaft der Knappschaften der Bundesrepublik Deutschland“ gegründet.
1951 bekamen die Knappschaften mit dem Selbstverwaltungsgesetz ihre neue Verfassung. Organe der Knappschaften wurden für alle Versichertengruppen die Vertreterversammlung und der Vorstand. Beide Organe bestanden von da an zu 2/3 aus Vertretern der Bergleute und zu 1/3 aus Vertretern der Bergbauunternehmer. 1956 wurde mit der Rückgliederung des Saargebietes zur Bundesrepublik Deutschland die Saarknappschaft zur achten Bezirksknappschaft.
1957 bezog das Knappschaftsrentenversicherungs-Neuregelungsgesetz die Knappschaften in die allgemeine Rentenreform ein. Der Bund übernahm als Garantieleistung den Unterschiedsbetrag zwischen den Gesamteinnahmen und den Gesamtausgaben der knappschaftlichen Rentenversicherung.
1969 schuf der Gesetzgeber wieder die knappschaftliche Einheit mit dem „Gesetz zur Errichtung der Bundesknappschaft“. Es blieb bei der Besetzung der Selbstverwaltungsorgane der Bundesknappschaft mit 2/3  von Vertretern der Versicherten und mit 1/3 von Vertretern der Arbeitgeber.
1990 und 1991 wurde nach der Wiedervereinigung Deutschlands der Wirkungsbereich der Bundesknappschaft auch auf die neuen Bundesländer ausgedehnt und dadurch 540.000 Versicherte in das knappschaftliche Verbundsystem integriert. Die Bundesknappschaft war einer der ersten Sozialversicherungsträger mit eigenem Geschäftsstellennetz in den neuen Ländern.

## Zusätzliche Aufgabe seit 2003
Seit Inkrafttreten der neuen Minijob-Regelung (450-Euro-Jobs) am 1. April 2003 hat die Bundesknappschaft (seit 1. Oktober 2005 die Deutsche Rentenversicherung Knappschaft-Bahn-See, abgekürzt KBS) als Trägerin der Minijob-Zentrale die zentrale Verwaltung für ganz Deutschland übernommen. Sie ist seitdem Einzugsstelle für alle Beiträge für geringfügig Beschäftigte.